# Echinocereus pectinatus
Espèce
Statut de conservation UICN

 LC  : Préoccupation mineure
Statut CITES
Echinocereus pectinatus est une espèce de cactus (famille des Cactaceae).

## Description morphologique

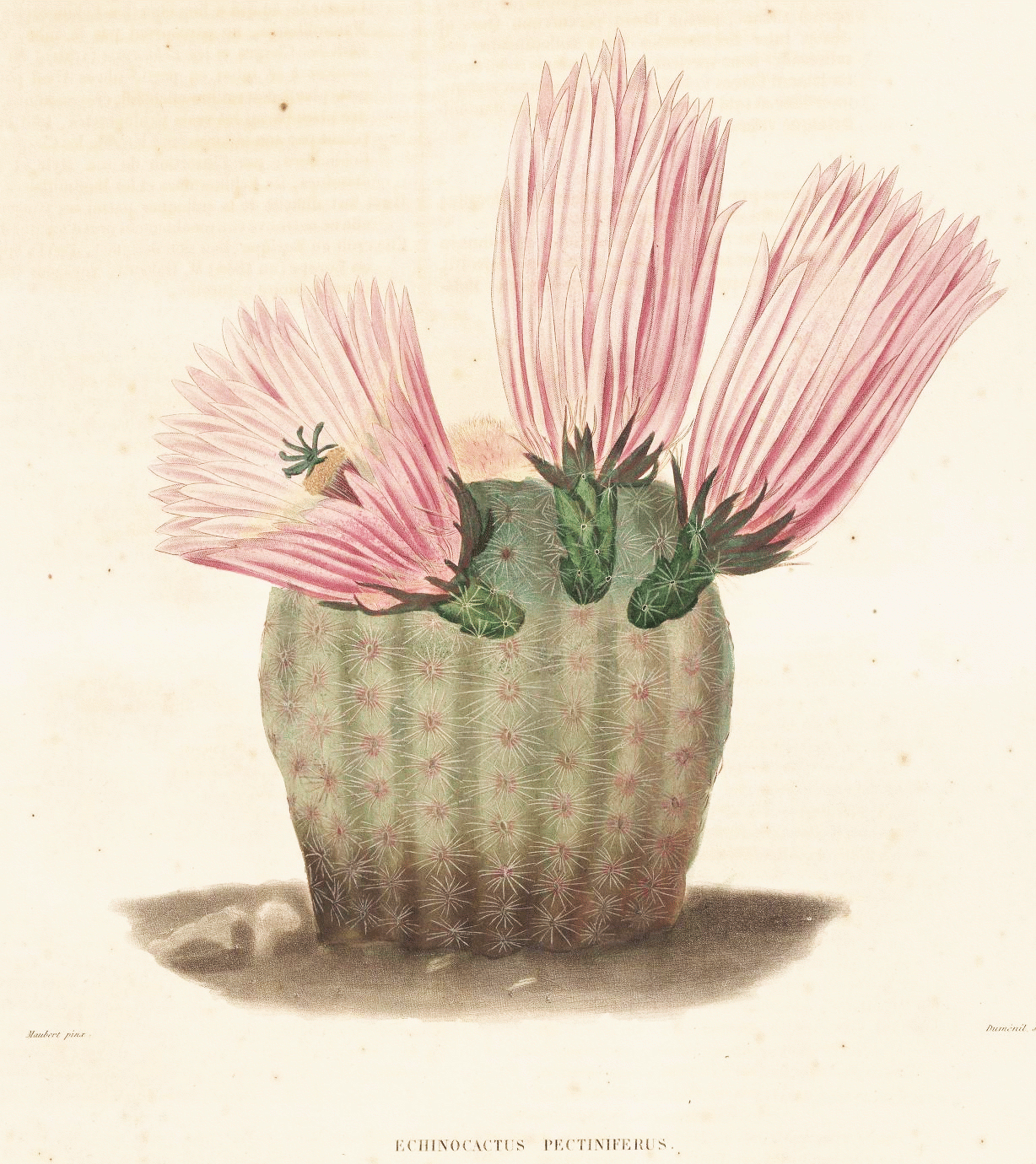
Gravure de Charles Antoine Lemaire (Iconographie descriptive des cactées, 1841-1847) présentant les fleurs dEchinocereus pectinatus.

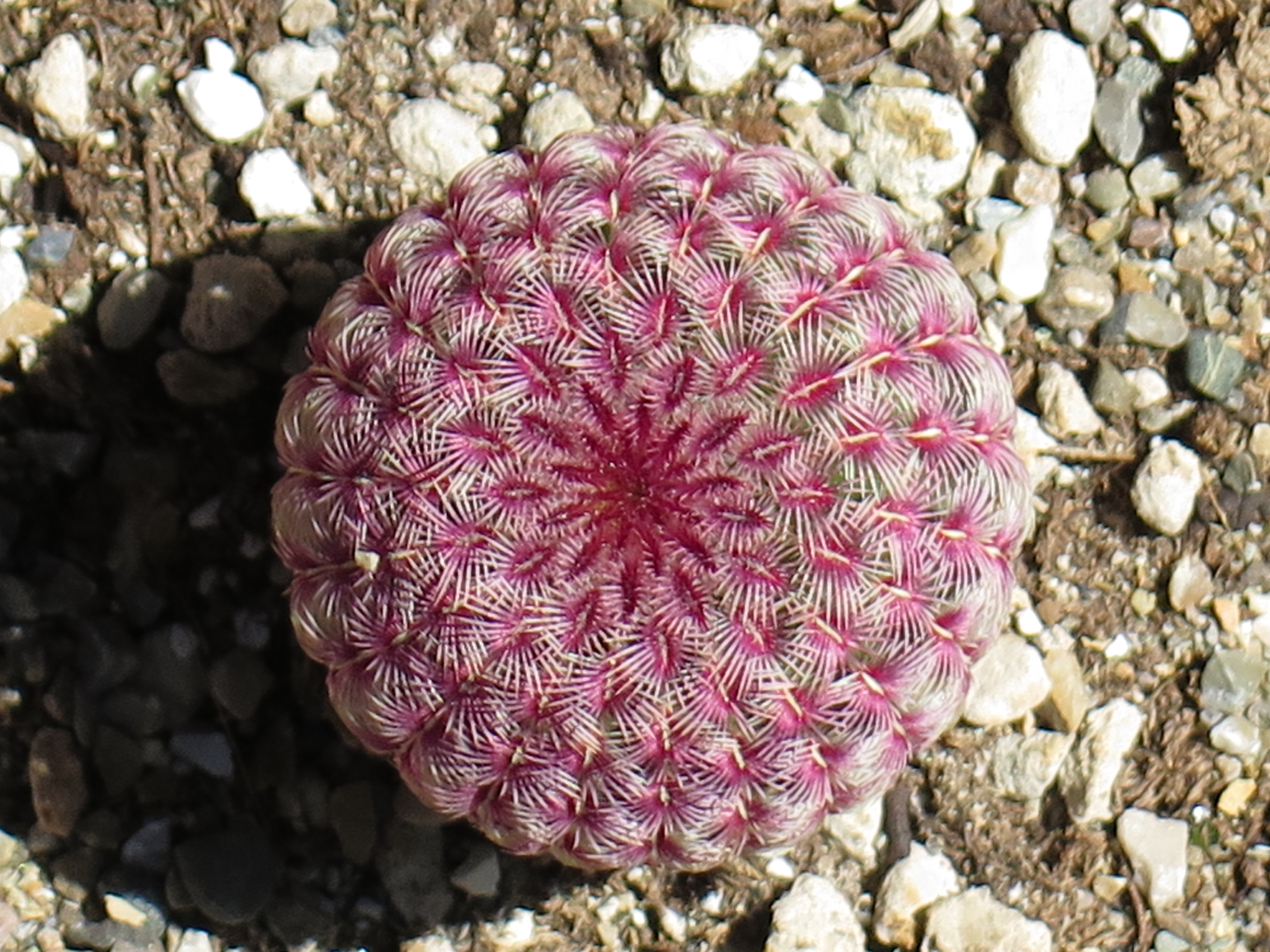
Echinocereus pectinatus vu de dessus.

### Appareil végétatif
Il s'agit d'un cactus bas (10 à 30 cm de hauteur) qui présente des bandes horizontales d'épines colorées en rose, gris, jaune pâle, marron, parfois blanc, d'où son nom vernaculaire anglais : "rainbow cactus" (cactus arc-en-ciel). Sa tige de forme cylindrique a un diamètre moyen de 10 cm et présente des côtes, en général de 15 à 22. Ses épines se présentent en touffes rapprochées partant d'une zone en forme d'ovale vertical ; elles sont minces et peuvent mesurer jusqu'à 1,3 cm de long.

### Appareil reproducteur
La floraison a lieu entre juin et août.
Les fleurs apparaissent isolées ou en petit nombre. Elles mesurent entre 6 et 14 cm de diamètre et sont constituées de nombreux tépales roses, rose violacé, mauve ou jaunes.
Les fruits sont verts, charnus, et présentent des épines qui parfois tombent à maturité.

## Répartition et habitat
Echinocereus pectinatus pousse les pentes rocheuses et les replats des zones désertiques du sud-ouest des États-Unis (de l'Arizona au Texas) et du nord du Mexique. Il pousse généralement sur sol calcaire.

## Systématique

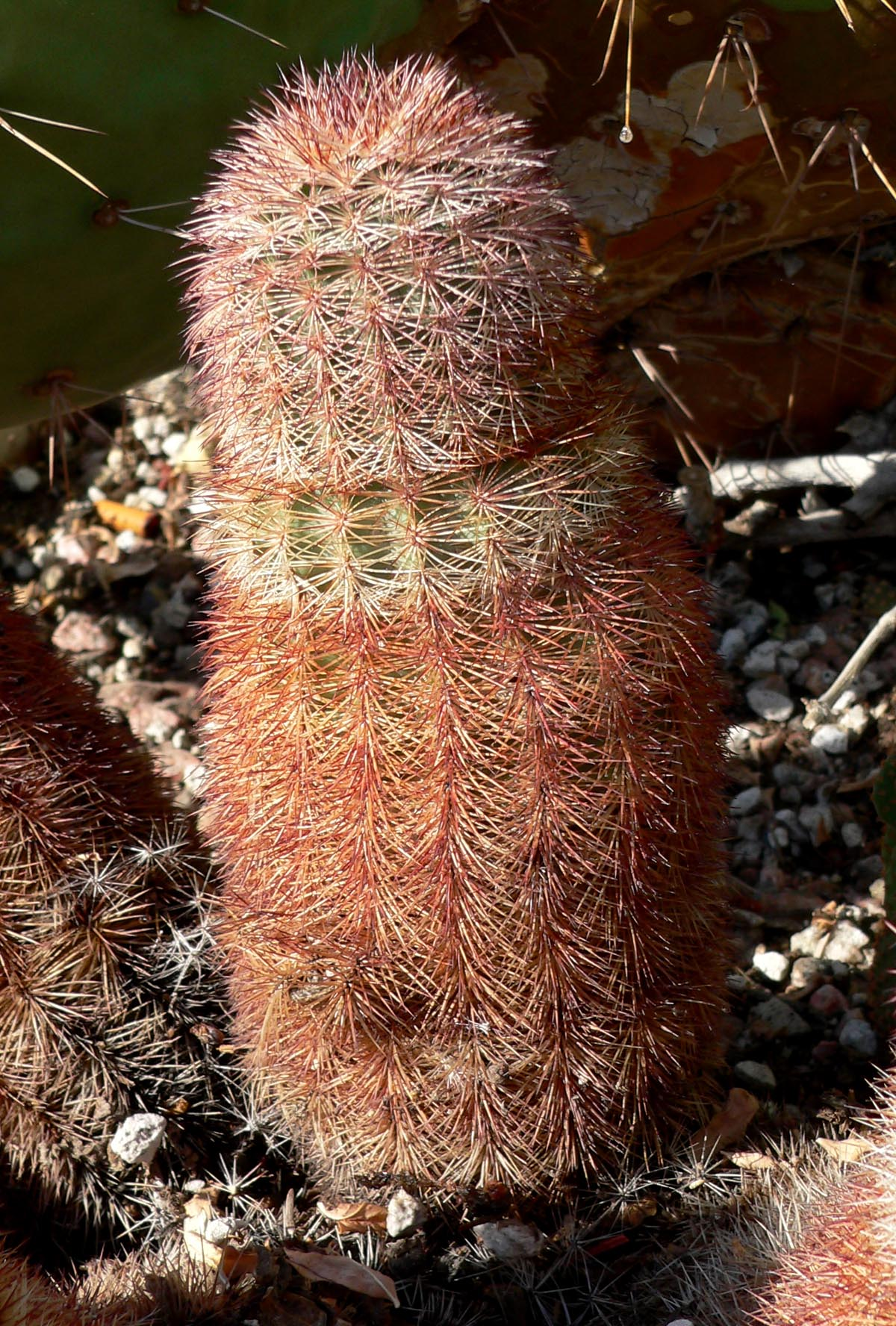
Echinocereus pectinatus var. dasyacanthus.